# إيلا هاريس
إيلا هاريس (بالإنجليزية: Ella Harris) هي دراجة نيوزيلندية، ولدت في 18 يوليو 1998.

## وصلات خارجية
- إيلا هاريس على موقع الاتحاد الدولي للدراجات (الإنجليزية)
- إيلا هاريس على موقع أرشيف الدراجات (الإنجليزية)
- إيلا هاريس على موقع إحصائيات الدراجات الإحترافية (الإنجليزية)
- إيلا هاريس على موقع نسبة الدراجات (الإنجليزية)